# Manie van Zyl
Hermanus Johannes Pienaar „Manie” van Zyl (ur. 21 stycznia 1929 w Modimolle, zm. 5 sierpnia 2012 w Vaalwater) – południowoafrykański zapaśnik walczący w stylu wolnym. Dwukrotny olimpijczyk. Zajął dziewiąte miejsce w Melbourne 1956 i szóste w Rzymie 1960. Walczył w kategorii do 79–87 kg.
Złoty medalista igrzysk Imperium Brytyjskiego i Wspólnoty Brytyjskiej w 1954 i 1958 roku.

## Letnie Igrzyska Olimpijskie 1956
| Konkurencja      | Rundy eliminacyjne     | Rundy eliminacyjne     | Rundy eliminacyjne         | Klas. końcowa |
| Konkurencja      | Przeciwnik I           | Przeciwnik II          | Przeciwnik III             | Miejsce       |
| ---------------- | ---------------------- | ---------------------- | -------------------------- | ------------- |
| 79 kg styl wolny | Bengt Lindblad (SWE) P | Bakshish Singh (IND) Z | Georgij Szirtladze (URS) P | 9.            |

## Letnie Igrzyska Olimpijskie 1960
| Konkurencja      | Rundy eliminacyjne    | Rundy eliminacyjne      | Rundy eliminacyjne | Rundy eliminacyjne       | Rundy eliminacyjne         | Klas. końcowa |
| Konkurencja      | Przeciwnik I          | Przeciwnik II           | Przeciwnik III     | Przeciwnik IV            | Przeciwnik V               | Miejsce       |
| ---------------- | --------------------- | ----------------------- | ------------------ | ------------------------ | -------------------------- | ------------- |
| 87 kg styl wolny | Gerry Martina (IRL) Z | Maurice Jacquel (FRA) Z | Dan Brand (USA) P  | Shun’ichi Kawano (JPN) Z | Gholam Reza Tachti (IRI) P | 6.            |